# Gyöngyösi Levente
Gyöngyösi Levente (Kolozsvár, 1975. június 8. –) Erkel Ferenc-díjas magyar zeneszerző, érdemes művész. 2005-ben bemutatott Babits Mihály regénye nyomán írott A gólyakalifa című operája az egyik legjelentősebb a 21. századi magyar operák közül.

## Élete
A kolozsvári születésű zeneszerző néhány héttel a romániai forradalom kitörése előtt települt Magyarországra. Zenei tanulmányait a Bartók Béla Konzervatórium zeneszerzés (Fekete Győr István) és zongora (Sweitzer Katalin) szakán kezdte. Már 1992-ben bemutatták első jelentős művét, a Sinfonietta zenekari darabot. 1993 és ’99 között a Liszt Ferenc Zeneművészeti Főiskolán, ahova egyből a II. évfolyamra vették fel, Orbán György zeneszerzés-növendéke volt.
1999-től rendszeresen közreműködik continuo játékosként az Orfeo Zenekar koncertjein. Már az akadémiai évek alatt, 1997 és ’99 között tanított a Bartók Konzervatóriumban transzponálást, partitúraolvasást és korrepetitorként is dolgozott. 2002 és 2010 között a Zeneakadémia tanársegédeként oktatta konzervatóriumi tárgyait. Egy tanévig (2011–2012) a Weiner Leó Zeneművészeti Szakközépiskola zeneszerzéstanára volt. Ezt követően az akadémián a vonós tanszék continuotanára volt. Jelenleg szabadúszó komponista. 2018-tól a Budafoki Dohnányi Zenekar rezidens zeneszerzője.
2015-ben Japánban tartott előadókörutat. Több helyi énekkar szólaltatta meg műveit. Világszerte részt vesz kórusversenyek zsűrijében.

## Főbb művei
- Sinfonietta (1992, zenekarra)
- A gólyakalifa (komponálás: 2000, bemutató: 2005. május 28., Magyar Állami Operaház, opera)
- Istenkép (2006, kantáta Szőcs Géza szövegére)
- Lukács-passió (2008, vegyeskar, zenekar)
- I. szimfónia (2009, mezzoszoprán, leánykar, vegyeskar, zenekar)
- Missa Vanitatum vanitatis (2010)
- III. (Születés) szimfónia (2012, szoprán, zenekar)
- Sinfonia concertante (2013, négy ütősjátékosra és zenekarra)
- IV. (Az Illés szekerén) szimfónia (2015, az Illés-együttes dalai nyomán, szoprán, vegyeskar, zenekar
- A Mester és Margarita (2017, opera-musical Mihail Afanaszjevics Bulgakov regénye nyomán, librettó: Várady Szabolcs, koncertszerű bemutató: Miskolci Operafesztivál)

## Filmjei
- Álomból valóság (2002, dokumentum-tévéfilm, zeneszerző)
- Kortársaim (2008, dokumentum-tévéfilm, szereplő)

## Díjai, elismerései
- Erkel Ferenc-díj (2005)
- Talentum Akadémiai Művészeti Díj (2008)
- Artisjus-díj (2008)
- Márciusi Ifjak-díj (2009)
- Bartók Béla–Pásztory Ditta-díj (2009)
- Istvánffy Benedek-díj (2012, 2014)
- Érdemes művész (2023)